# Asagena
Asagena is een geslacht van spinnen uit de familie van de kogelspinnen (Theridiidae).

## Soorten
- Asagena americana Emerton, 1882
- Asagena brignolii (Knoflach, 1996)
- Asagena fulva (Keyserling, 1884)
- Asagena italica (Knoflach, 1996)
- Asagena medialis (Banks, 1898)
- Asagena meridionalis Kulczyński, 1894
- Asagena phalerata (Panzer, 1801) – Heidesteatoda
- Asagena pulcher (Keyserling, 1884)
- Asagena semideserta (Ponomarev, 2005)